# Nacional Tijuana
Nacional Tijuana, wie der Verein zuletzt von 1999 bis 2003 hieß, bzw. Chivas Tijuana, sein ursprünglicher Name von 1996 bis 1999, war ein mexikanischer Fußballverein aus der US-Grenzstadt Tijuana im Bundesstaat Baja California. Er war das in der zweitklassigen Primera División 'A' spielende Filialteam des Erstligavereins Chivas Guadalajara. Heimspielstätte des Vereins war das Estadio Nacional.

## Geschichte

### Chivas Tijuana

Logo von Chivas Tijuana

Im Sommer 1996 erwarb Chivas Guadalajara die Lizenz des Zweitligisten Guerreros de Acapulco und gründete ein Filialteam in Tijuana, das in der zweiten Liga startete. Die neue Mannschaft wurde in den beiden Wettbewerben ihrer ersten Saison 1996/97 jeweils Gruppenletzter und verpasste dadurch die Liguillas ebenso wie in der zweiten Saison 1997/98, als sie zweimal den vorletzten Platz in ihrer Gruppe belegte. 
Ihre erfolgreichste Spielzeit war das Winterturnier 1998 (Hinrunde der Saison 1998/99), als die Mannschaft bis ins Finale vorstieß, wo sie knapp mit 0:0 und 0:1 gegen Atlético Yucatán unterlag.

### Nacional Tijuana

Logo von Nacional Tijuana

Weil der Mexikanische Fußballverband zu jener Zeit keine zwei Mannschaften mit einem gleichlautenden Namen (Chivas) in einer der beiden höchsten Profiligen akzeptieren wollte, musste der Name des Vereins geändert werden. Weil der Ableger in Tijuana ebenso wie der Hauptverein in Guadalajara ausschließlich einheimische Spieler verpflichtete und einen gewissen Nationalstolz pflegte, änderten die Verantwortlichen den Namen in Nacional. Entsprechend wurde auch das Vereinslogo geändert. War zuvor auf dem linken oberen Feld des blau-gelb hinterlegten Vereinslogos – den Farben des Bundesstaates Jalisco, von dem Guadalajara die Hauptstadt ist – das Logo und die Farben des Hauptvereins zu finden, so erschienen nun die Farben der mexikanischen Nationalflagge. Unverändert blieb das Stadtwappen Tijuanas auf dem rechten oberen Feld, das mit der Inschrift „Aqui empieza la patria“ (span. für „Hier beginnt das Vaterland“) bereits nationalistische Züge trägt. 
Nacional konnte sich in den vier Jahren seines Bestehens mit insgesamt acht Spielzeiten (zwei pro Saison) dreimal für die Repechaje qualifizieren und schaffte dabei nur einmal den Sprung in die Liguillas, wobei man im Viertelfinale des Winterturniers 2001 (Hinrunde der Saison 2001/02) nur aufgrund der in der Liga weniger erzielten Punkte (28 gegenüber 35) gegen die UAT Correcaminos (1:1 und 0:0) unterlag.
Nach der Saison 2002/03 veräußerte Chivas Guadalajara die Lizenz seines Filialteams in Tijuana an die Brüder Millet Reyes, die daraus den Mérida FC formten, der in der folgenden Saison 2003/04 einen Startplatz in der zweiten Liga erhielt. 

## Bekannte Spieler

### Chivas Tijuana
- Marco Fabián
- Eduardo Fernández (1998)

### Nacional Tijuana
- Sergio Pacheco (1999–2000)